# Det første Valg til Folketinget efter Befrielsen 30. oktober 1945
Det første Valg til Folketinget efter Befrielsen 30. oktober 1945 er en dansk dokumentarfilm fra 1945 instrueret af Karl Roos.

## Handling
Det første valg til Folketinget efter befrielsen løber af stablen den 30. oktober 1945. Overalt i bybilledet er der valgplakater og politiske slogans. Statsminister Vilhelm Buhl og den konservative politiker John Christmas Møller høres i radioen. En række valgprogrammer vises. Billederne akkompagneres af en speak, der refererer til diverse politiske møder og til forskellige politikeres udtalelser i radioen. Rundt om i landet afholdes en række vælgermøder. Flere af møderne finder sted i KB-Hallen, herunder et møde arrangeret af modstandsorganisationen Frit Danmark. Repræsentanter fra de forskellige partier holder tale. På Gadstrup Kro er der også vælgermøde. En række politikere holder tale, og de tilhørende deltager med stor iver i diskussionen.
Valgdagen oprinder. Optagelser fra København, hvor folk valfarter til stemmeurnerne. Sent på aftenen bliver det endelige resultat meddelt over radioen. Hele landet lytter. På Rådhuspladsen er 50.000 mennesker samlet. Valgets store sejrherre bliver Venstre. Den store taber bliver Socialdemokratiet, der går hele 18 mandater tilbage. Tidligt om morgenen den 31. oktober udtaler ledende mænd fra partierne sig om valgets resultat i radioen. Samme dag holder Venstre møde om regeringsdannelsen. Der dannes en mindretalsregering med Knud Kristensen som statsminister.